# 大東ジャンクション
大東ジャンクション（テドンジャンクション）は大韓民国慶尚南道金海市にある中央高速道路（55号線）、大邱-釜山高速道路（55号線）、中央高速道路支線（551号線）を結ぶジャンクションである。

## 接続する路線

### 大邱・釜山方面
- 中央高速道路、大邱-釜山高速道路（3番）

### 梁山方面
- 中央高速道路支線（1番）

## 隣
中央高速道路、大邱-釜山高速道路
大東料金所- 大東JCT  - 上東IC
中央高速道路支線
大東JCT - 勿禁IC

## 外部サイト
- 大東ジャンクション